# لینووو
لینووو (به صربی: Linovo) یک منطقهٔ مسکونی در صربستان است که در Opština Babušnica واقع شده‌است. لینووو ۱۱۸ نفر جمعیت دارد.